# 卡迪尔号巡防舰
卡迪尔号巡防舰（ENS Al-Qadeer，舷号909）是埃及海军第三艘MEKO型护卫舰，由蒂森克虜伯海洋系統制造。于2021年开工建造，2022年4月27日下水，同年10月14日命名，2023年6月初开始海试，12月15日交付，预计在2024年1月1日正式服役。
埃及海军还向德国方面订购了其余3艘同型舰，其中前3艘在德国原厂建造，最后1艘技术转移至埃及本土建造，另保留两艘选择权。